# 485
| [ Edytuj tabelę ]          |                                       |
| Cesarz Bizancjum           | - 474 Zenon 491 - 484 Leoncjusz I 488 |
| Król Franków               | - 481 Chlodwig I 511                  |
| Król Kentu                 | - 455 Hengest 488                     |
| Patriarcha Konstantynopola | - 471 Akacjusz 488                    |
| Władca Korei               | - 413 Changsu 491                     |
| Król Munsteru              | - 453 Óengus 489                      |
| Król Ostrogotów            | - 471 Teodoryk Wielki 526             |
| Papież                     | - 483 Feliks III 492                  |
| Król Persji                | - 484 Balasz 488                      |
| Król Wandalów              | - 484 Guntamund 496                   |
| Król Wizygotów             | - 484 Alaryk II 507                   |

Rok 485 / CDLXXXV
stulecia: IV wiek ~
V wiek ~
VI wiek

lata: 475 «
480 «
481 «
482 «
483 «
484 «
485
» 486
» 487
» 488
» 489
» 490
» 495

## Wydarzenia
- Achacy został patriarchą Kościoła Wschodu.
- Rurycjusz został biskupem Limoges.
- Powstał japoński chram Yushima Tenjin.

## Urodzili się
- Leoncjusz z Bizancjum, pisarz i teolog (zm. 544).

## Zmarli
- 17 kwietnia – Proklos, grecki filozof (ur. 412).